# Limite naturelle
Limite naturelle (titre original : Limiting factor) est une nouvelle de science-fiction de Theodore Cogswell.

## Parutions

### Parutions aux États-Unis
La nouvelle est parue initialement aux États-Unis dans Galaxy Science Fiction n°41 en avril 1954.

### Parutions en France
La nouvelle a été publiée dans Galaxie (1re série) n°49, décembre 1957, sous le titre Les Surhommes de Centauri III.
Elle a aussi été publiée en 1974 dans l'anthologie Histoires de mutants (1974, rééditions en 1975, 1976 et 1985), sous le titre Limite naturelle (plus proche du titre original).

### Parutions en Espagne
La nouvelle est parue en langue espagnole en 1961 sous le titre Factor límite.

## Résumé
Deux catégories au sein de l'espèce humaine : les Ordinaires (la quasi-totalité de la population) et les Supérieurs (une infime minorité). Les Supérieurs, qui sont capables de télépathie, de lévitation et de voyage dans plusieurs dimensions, décident un jour de quitter la Terre et de s'établir sur une autre planète. 
Ils sont avertis par le représentant d'une autre espèce, venu de Fomalhaut, que leur projet est une erreur sur le long terme. En effet, s'ils sont supérieurs, c'est en raison de processus chimiques leur permettant de canaliser diverses forces de l'Univers, ce que ne savent pas faire les Ordinaires. Mais ces super-pouvoirs sont forcément limités par la Nature : ils ne sont pas illimités, et la limitation naturelle existe, ne serait-ce qu'en terme d'énergie et de volonté. Ainsi, prenons l'exemple du cri : on peut crier, hurler, le niveau du hurlement ne pourra jamais dépasser un certain niveau sonore ni durer pendant des jours. Leur interlocuteur explique que les Ordinaires, dans quelques décennies ou quelques siècles, parviendront à créer des machines qui égaleront puis surpasseront les pouvoirs des Supérieurs. Les pouvoirs des Supérieurs seront alors moins performants que les technologies qui seront découvertes, et les Supérieurs feront figure d'attardés, d'arriérés ! Les Ordinaires les dépasseront, cela est certain, et ce n'est qu'une question de temps. Que les Supérieurs commencent donc à anticiper comment ils adapteront leurs super-pouvoirs aux machines qui les concurrenceront, afin de pouvoir les utiliser au mieux !